# Atentatul asupra împăratului Franz Josef

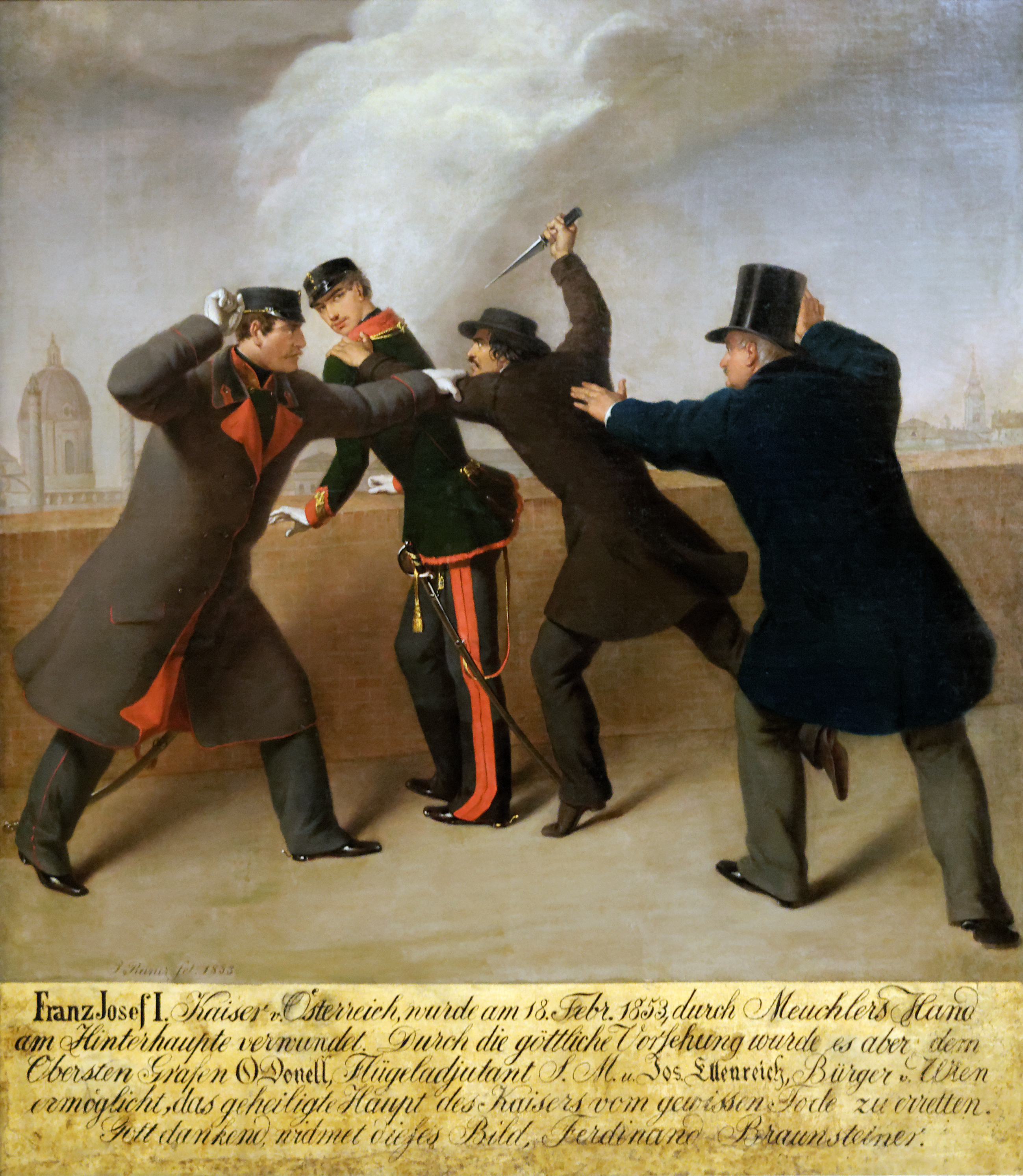
Atentatul din 1853.
Pictură de J. Reiner

Atentatul din 18 februarie 1853 a fost pus la cale de naționalistul maghiar János Libényi, care a încercat asasinarea împăratului Franz Josef al Austriei. Omorul a fost împiedicat de adjutantul împăratului, Maximilian O’Donell.
Fratele împăratului Franz Josef, Ferdinand Maximilian, viitorul împărat al Mexicului, a inițiat o campanie de donații pentru o nouă biserică în apropierea locului atentatului. Astfel a fost construită Biserica Votivă din Viena, drept monument de recunoștință pentru salvarea lui Franz Josef.